# Chilocorus nigritus
Chilocorus nigritus es una especie de escarabajo del género Chilocorus, de la familia Coccinellidae, orden Coleoptera.

## Descripción
Mide 3,20–4,00 mm de longitud y 2,90–3,90 mm de ancho. Cabeza de color amarillo anaranjado opaco, pronoto de color marrón oscuro a negro en el centro y élitros negros.

## Distribución
Se distribuye por Estados Unidos, Brasil, México, Guayana Francesa, Guam, Singapur y Micronesia.